# Podomyrma carinata
Podomyrma carinata é uma espécie de formiga do gênero Podomyrma, pertencente à subfamília Myrmicinae.